# Gil Morlanes el Viejo

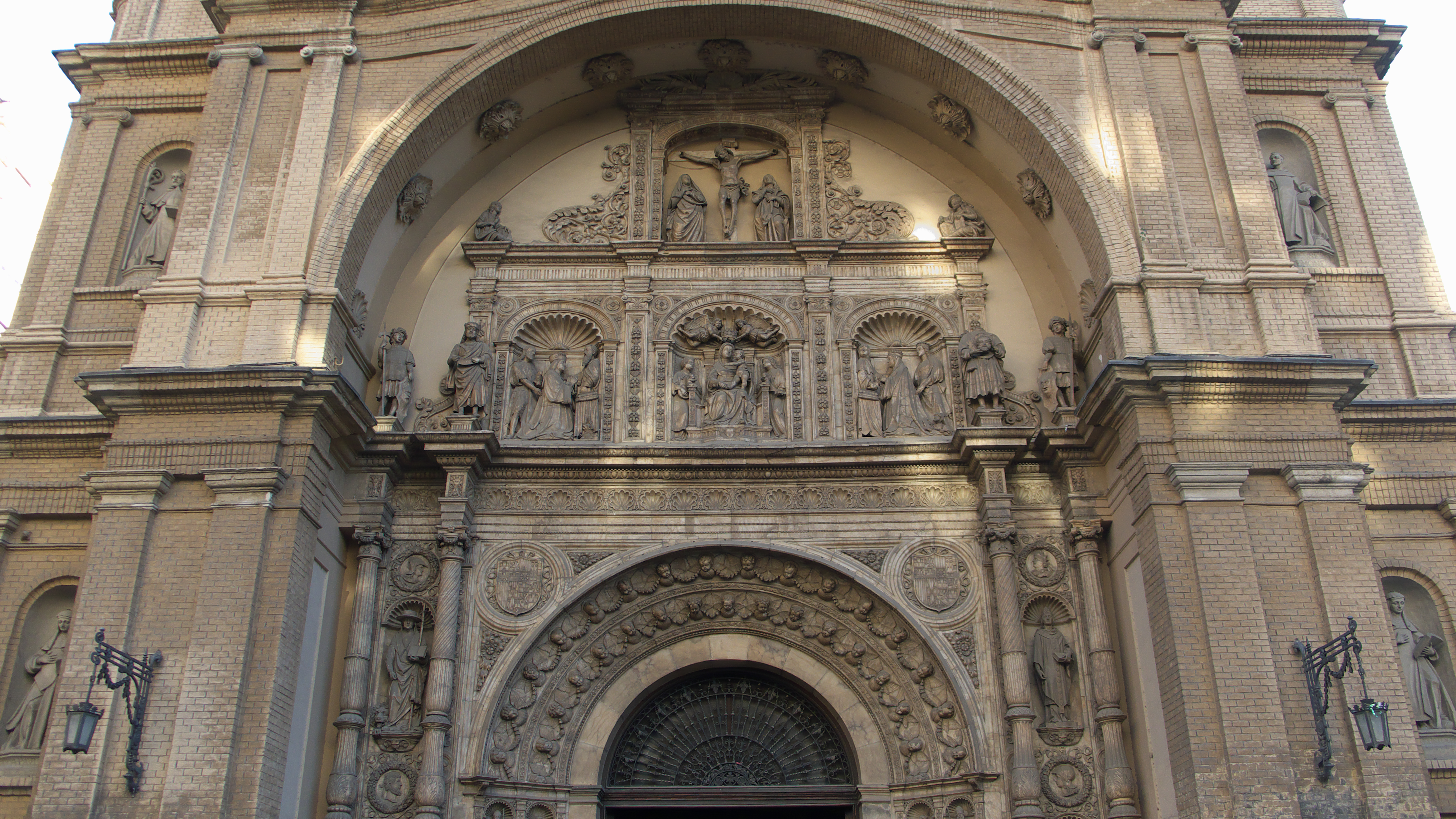
La portada de la Iglesia de Santa Engracia de Zaragoza, obra culminante de Gil Morlanes el Viejo.

Gil Morlanes el Viejo (Daroca, provincia de Zaragoza, c. 1445 - Zaragoza, h. 1517) fue un escultor renacentista español activo en Aragón entre 1478 y 1515.

## Biografía
Llamado «el Viejo» para distinguirlo de su hijo homónimo, también escultor, consiguió ocupar en 1493 el cargo de escultor del rey Fernando II de Aragón. De entre sus obras destacan el retablo de la iglesia del Monasterio de Montearagón (contratado el año de 1506), que se conserva en la catedral de Huesca y la portada de la iglesia de Santa Engracia de Zaragoza, terminada en 1514. Es esta última obra uno de los ejemplos más señeros del renacimiento escultórico en Aragón. También trabajó como arquitecto y pintor de decoración, transmitiendo todo su oficio a su hijo Gil Morlanes «el Joven».

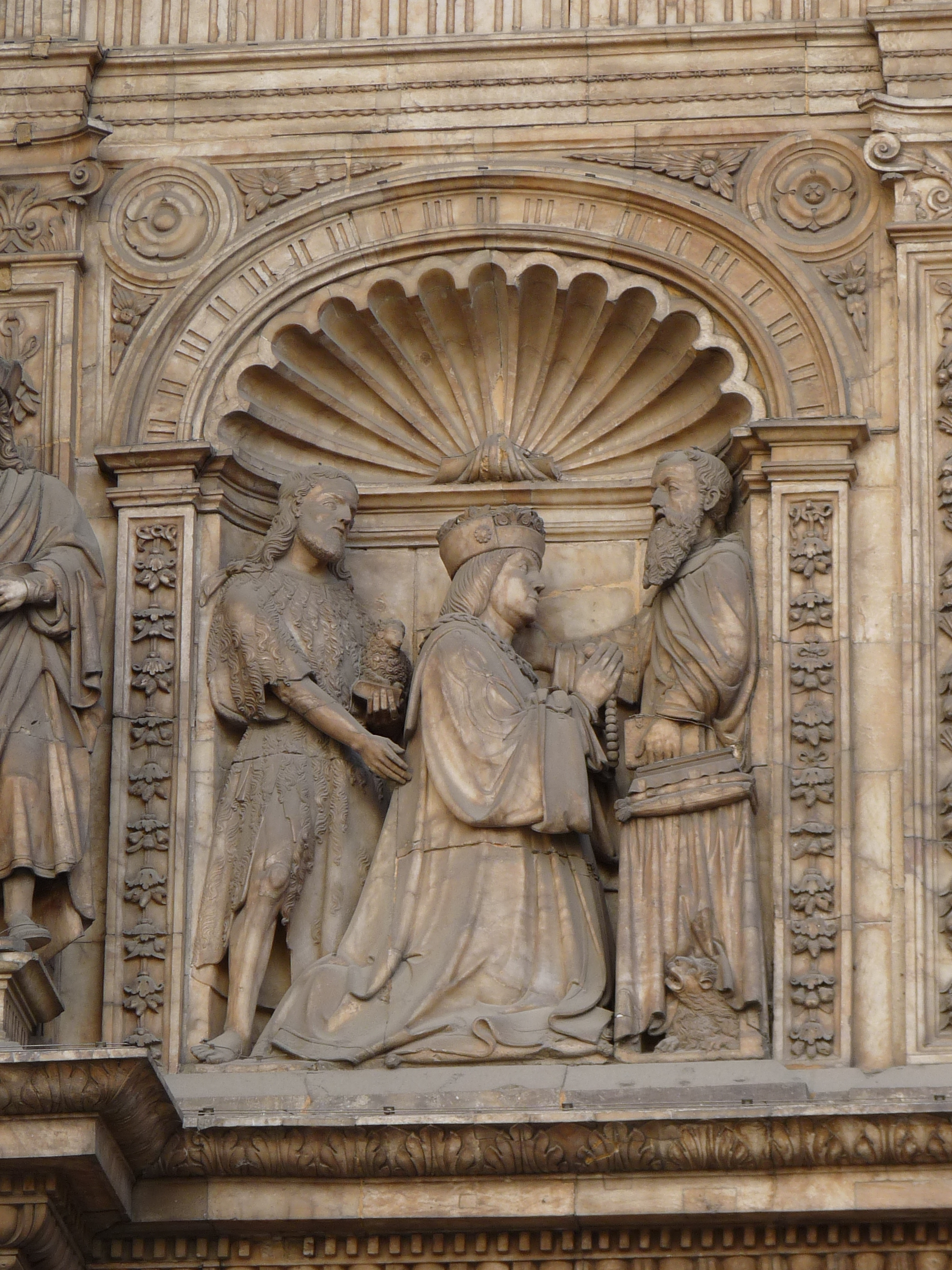
Detalle de la portada de Santa Engracia: escena de Fernando II de Aragón.

Fue un escultor que trabajó sobre todo a cincel, y cuyos materiales habituales son el mármol, el alabastro y la piedra, lo que indica que sus encargos eran de gran categoría.
Se destacó en la realización de sepulcros, como el del padre Rodrigo de Alcaraz, realizado en 1489 para el monasterio de la Virgen de la Piedad de Zaragoza o el de Luis de Beaumont, conde de Lerín, obra de 1492 en la que contó con la colaboración del escultor de origen flamenco Pedro de Amberes. Para la familia real esculpe los monumentos funerarios de Fernando I de Aragón y Juan II, junto con el de su esposa y su hija, todos ellos en 1493, alojados el panteón fúnebre de los reyes de la Casa de Aragón del monasterio de Poblet. También realizó el sepulcro de Pedro Arbués (h. 1489-1490), que se encuentra en la capilla de San Pedro Arbués de la Seo de Zaragoza, y le fue encargado en 1508 el del virrey de Sicilia entre 1495 y 1507 y Justicia Mayor de Aragón Juan de Lanuza II de su capilla del Pilar de Zaragoza.
En cuanto a los retablos hay que señalar como más destacados el de la capilla del Palacio de la Diputación del Reino de Aragón, esculpido en 1503, del cual solo se conservan dos escudos con las armas del linaje real de los Aragón, que se custodian en el Museo de Zaragoza. Debe de mencionarse asimismo, que fue a él a quien se encargó la finalización del retablo de la Catedral del Salvador de Zaragoza a partir de 1488, pues había quedado inconclusa tras la labor de Hans de Suabia. Por lo que se refiere a la escultura en alabastro, se conserva el que realizara por iniciativa de Alonso de Aragón en 1506 para la capilla del castillo monacal de Montearagón y que hoy alberga la parroquia de san Salvador de la catedral de Huesca. 
Su labor como arquitecto y decorador se constata en sus trabajos de 1498 para la bóveda del crucero de la catedral de Huesca y su cargo de supervisor de las obras del cimborrio de la La Seo, que se llevaron a cabo entre 1505 y 1520.
Su última obra, que quedó inacabada al contraer la enfermedad que le ocasionaría la muerte, es también su obra maestra y el ejemplo de la plena introducción de las formas renacentistas en la escultura aragonesa. Se trata de la portada del que fue Monasterio de Santa Engracia de Zaragoza, destruido casi totalmente durante los Sitios de Zaragoza de 1808, y del que se salvó la portada, que actualmente conforma la fachada de la actual iglesia de Santa Engracia, reconstruida in situ. Comenzada hacia 1512, su hermano Gil y posteriormente sus hijos, con Gil Morlanes «el Joven» a la cabeza, concluirían la obra de su progenitor.